# 드미트리 빌로제르체프
드미트리 블라디미로비치 빌로제르체프(러시아어: Дмитрий Владимирович Билозерчев, 1966년 12월 22일 ~ )는 소련의 체조 선수였다.
역사상 가장 성취를 이룬 체조 선수들 중의 하나인 그는 개인 종합에서 2회의 세계 챔피언과 올림픽 3관왕이다. 그는 모스크바에 있는 육군 스포츠 사회에서 훈련을 받았다.
자신의 모범적인 형성, 스타일과 기술로 알려진 빌로제르체프는 1983년 역사상 세계 선수권의 최연소 남자 우승 선수가 되었다.
1984년 로스앤젤레스 올림픽에서 보이콧을 한 공산주의 국가들을 위한 교체된 올림픽으로서 섬겨진 친선 경기에서 그는 5개의 타이틀을 우승하였다. 이듬해 자동차 사고를 당하여 그는 자신의 다리에 41 군데나 파손되었다.
두드러지게 복귀한 빌로제르체프는 자신의 다리가 전혀 똑같지 않았어도 1987년 세계 선수권 개인 종합 다이틀을 거머쥐었다.
1988년 서울 올림픽에서 그는 안마, 링과 단체전에서 3개의 금메달을 획득하였다. 철봉 운동에서 실수를 한 후, 개인 종합전에서 동메달을 땄다.
1993년 미국으로 이주한 그는 오리건주 비버턴에서 부인과 함께 "유나이티드 스포츠 아카데미"를 소유하며 체조 선수들의 코치를 맡았다.
2003년 국제 체조 명예의 전당에 헌액되었다.